# Octobre (série télévisée)
Octobre (Kastanjemanden, litt. « L'homme aux marrons ») est une mini-série télévisée danoise, créée par Dorte Warnøe Hagh, David Sandreuter et Mikkel Serup et diffusée depuis le 29 septembre 2021 sur Netflix. Il s'agit de l'adaptation du roman homonyme de Søren Sveistrup (2019).

## Synopsis
Un matin, en octobre, à Copenhague. La policière Naia Thulin (Danica Curcic) dépose sa fille à l'école, en lui promettant de la récupérer très bientôt. Arrivée à son poste, elle croise son chef Nylander (Lars Ranthe) à qui elle demande sa mutation à la cybercriminalité afin de passer plus de temps avec sa fille. Le chef refuse de perdre sa meilleure enquêtrice et lui confie une nouvelle mission, accompagnée d'un nouveau camarade Mark Hess (Mikkel Boe Følsgaard), un agent d'Interpol. Ces deux policiers rejoignent Simon Genz (David Dencik), spécialiste de l'Institut médico-légal, sur un terrain de jeux, où se trouve une jeune femme, chez elle, attachée. La main amputée de la victime a disparu, et, à côté d'elle, se trouve un petit bonhomme fabriqué avec des marrons. Un lien qui les ramène à la disparition de Kristine, la jeune fille de la ministre des affaires sociales Rosa Hartung (Iben Dorner), il y a seulement un an…

## Fiche technique
- Titre original : Kastanjemanden
- Titre français : Octobre
- Réalisation : Kasper Barfoed (3 épisodes) et Mikkel Serup (3 épisodes)
- Scénario : Dorte Warnøe Høgh, David Sandreuter et Søren Sveistrup (scénaristes principaux)
- Musique : Kristian Eidnes Andersen
- Production : Morten Kjems Hytten Juhl et Stine Meldgaard Madsen
- Production déléguée : Søren Sveistrup, Meta Louise Foldager Sørensen et Mikkel Serup
- Société de production : SAM Productions
- Société de distribution : Netflix
- Pays de production :  Danemark
- Langue originale : danois
- Format : couleur
- Genre : thriller policier ; drame, énigme
- Durée : 52–59 minutes
- Date de première diffusion :
  - Monde : 29 septembre 2021 sur Netflix

## Distribution
- Danica Curcic (VF : Hélène Bizot) : Naia Thulin
- Mikkel Boe Følsgaard (VF : Mathias Kozlowski) : Mark Hess
- David Dencik (VF : Guillaume Beaujolais) : Simon Genz
- Lars Ranthe (VF : Arnaud Arbessier) : Nylander
- Iben Dorner (en) : Rosa Hartung
- Esben Dalgaard Andersen : Steen Hartung
- Louis Næss-Schmidt (VF : Oscar Douieb) : Gustav Hartung
- Ali Kazim : Nehru
- Elliott Crosset Hove : Linus Bekker
- Bjarne Henriksen (VF : Michel Prud'homme) : Brink

 Source et légende : version française (VF) sur RS Doublage

## Production

### Tournage
Le tournage a lieu à Copenhague, au Danemark, en fin septembre 2020,.

## Épisodes
La série contient six épisodes, sans titre.

### Bibliothèque
- (da) Søren Sveistrup (trad. Caroline Berg), Octobre [« Kastanjemanden »] [« L'homme aux marrons »], Paris, Éd. Albin Michel (1re éd. 2019) (ISBN 978-2-226-43899-7, présentation en ligne).